# Gliese 393
Gliese 393 is een rode dwerg met een spectraalklasse van M2.0Ve. De ster bevindt zich 22,95 lichtjaar van de zon.